# Persicaria alpina
Persicaria alpina là một loài thực vật có hoa trong họ Rau răm. Loài này được (All.) H.Gross mô tả khoa học đầu tiên năm 1913.